# Campionato mondiale di snooker 2006
Il campionato mondiale di snooker 2006 si disputò tra il 15 aprile ed il 1º maggio 2006 al Crucible Theatre di Sheffield. Shaun Murphy puntava a difendere il titolo vinto nel 2005, ma fu eliminato ai quarti di finale. Graeme Dott batté Peter Ebdon alle 00:53 GMT nella finale conclusasi all'ora più tarda al Crucible (anche se non fu la finale più lunga), ottenendo la sua prima vittoria da professionista in 12 anni di carriera.

## Sponsor
In seguito alle nuove leggi britanniche ed europee che hanno abolito la pubblicità del tabacco, il Campionato mondiale di snooker 2006 non poté essere sponsorizzato dalla Embassy, come era avvenuto nei precedenti trent'anni. Nel gennaio 2006 la WPBSA - l'ente che governa lo sport - annunciò che il casino online 888.com sarebbe stato il nuovo sponsor.
Questa decisione ha portato ad una conflittualità con alcuni giocatori che perderebbero guadagni dai loro sponsor personali (che mostrano sui gilet) che sono aziende concorrenti della 888.com.
Ci sono state anche preoccupazioni espresse tra i maggiori giocatori per il calo del montepremi ed anche nel numero delle competizioni principali (ridotte a sei nella stagione 2005/06) dovute alla perdita delle sponsorizzazioni da tabacco. Nel Campionato mondiale del 2006 il vincitore ha guadagnato il 20% in meno rispetto al 2005.

## Montepremi
- Vincitore: £200.000
- Finalista: £100.000
- Semifinalisti: £40.800
- Quarti di finale: £20.800
- Ottavi di finale: £12.680
- Sedicesimi di finale: £9.600
- Migliori 48 (pre-TV): £6.400
- Migliori 64 (pre-TV): £4.000
- Break più alto in TV: £10.000
- 147 (pre-TV): £5.000
- 147 (TV): £147.000
- Montepremi totale: £896.240

## Momenti chiave

### Prima della finale
- La sconfitta di Paul Hunter al primo turno contro Neil Robertson è stato il suo ultimo incontro da professionista. Giocava indebolito dalla chemioterapia che subiva per curare una rara forma di cancro allo stomaco e perse la sua battaglia contro la malattia il 9 ottobre 2006.
- John Higgins, testa di serie numero 7 fu eliminato al primo turno da Mark Selby, 10-4.
- Il Crucible Theatre fu evacuato in seguito all'allarme antincendio causato dai sensori di fumo nei sotterranei. Questo accadde al termine di un frame nell'incontro tra Steve Davis e Shaun Murphy; nel frattempo sull'altro tavolo Mark Selby, che giocava contro Mark Williams, era nel mezzo di un break da 26 punti.
- Nell'ultimo frame dell'incontro del primo turno tra Stephen Hendry e Nigel Bond, il punteggio in frame era di 9-9. Bond imbucò la bilia nera decisiva per la vittoria, ma commise fallo mandando la bilia bianca nella buca centrale, portando il punteggio in parità. Bond vinse comunque in seguito con la nera rigiocata.
- Ronnie O'Sullivan ottenne il break più alto del torneo con un 140 nella vittoria per 13-11 contro Ryan Day
- Nei quarti di finale Graeme Dott era in vantaggio 12-8, ad un solo frame dalla qualificazione. Neil Robertson, per la prima volta ai quarti di finale, vinse i quattro frame successivi portando il punteggio sul 12-12. Nel frame decisivo Dott vinse dopo che Robertson, che necessitava di uno snooker con le sole bilie rosa e nera rimaste sul tavolo, imbucò la bilia rosa tentando di forzare uno snooker.
- Marco Fu fu il primo giocatore asiatico dal 1997 a raggiungere le semifinali battendo Ken Doherty 13-10. Fu era partito dalle qualificazioni e fu l'unico giocatore non testa di serie a raggiungere le semifinali (Neil Robertson fu l'unico altro a raggiungere i quarti).
- Il campione del mondo in carica Shaun Murphy perse contro Peter Ebdon nei quarti di finale. Nessun campione è mai riuscito a bissare la prima vittoria l'anno successivo al Crucible. Questo fu il secondo anno consecutivo in cui Peter Ebdon sconfisse il campione in carica nei quarti.
- Nelle semifinali Peter Ebdon era in vantaggio 15-9, a due soli frame dalla finale. Marco Fu vinse i sei frami successivi portandosi sul 15-15. Ebdon vinse 17-16 e si qualificò per la finale, giocando le ultime bilie (non più decisive) con le lacrime agli occhi.
- Ronnie O'Sullivan ruppe la punta della stecca durante il quattordicesimo frame della semifinale contro Graeme Dott. Ci fu una pausa per le riparazioni di emergenza, dopo la quale O'Sullivan ottenne un break da 124 punti.
- Dott vinse tutti e otto i frame della terza sessione della semifinale, passando da 8-8 a 16-8. Alla fine vinse 17-11 e guadagnò per la seconda volta la finale.

### Finale
- Dato l'intenso gioco tattico da parte di entrambi i giocatori, la prima sessione si concluse dopo soli sei frame; il primo giorno, si continuò a giocare fino alle 00:45. La terza sessione, il secondo giorno, finì anch'essa dopo soli sei frame.
- Nel 24º frame, Peter Ebdon tentava di mandare in buca la bilia verde mentre completava i colori. La bilia verde andò in buca dopo aver colpito i suoi lati. Ebdon reagì con un piccolo movimento di piroetta e disse scherzosamente alla folla del Crucible, "now you know why I get them wiped so often!" ("Ora sapete perché li faccio pulire così spesso!")
- Il 27º frame fu il più lungo nella storia del Crucible ed il più lungo frame trasmesso alla televisione, con una durata di 74 minuti. Fu vinto da Peter Ebdon (66-59), riducendo il suo svantaggio a 12-15. Il frame successivo fu vinto da Ebdon (84-0) in 11 minuti, il più rapido della finale.
- Dott vinse il suo primo frame della sessione serale, il 29º, quando Ebdon mandò in buca la bilia bianca e concesse il frame, più di cinque ore dopo l'ultimo frame vinto; punteggio 13-16.
- Ebdon vinse il frame 30 mentre il torneo entrava nel suo diciottesimo giorno, con il record per la finale conclusa più tardi in via di superamento (resisteva dal 1985 quando la finale tra Dennis Taylor e Steve Davis finì alle 00:20).
- Dott imbucò tutte le bilie con precisione da manuale sotto enorme pressione vincendo il frame 31 con l'ultima bilia, celebrando con un sonoro "Come on!". Punteggio sul 14-17 alle 00:22 e record superato.
- Graeme Dott vinse il combattuto frame 32 alle 00:53 vincendo il suo primo torneo professionistico. Prima di imbucare l'ultima bilia Dott andò a baciare la coppa che lo aspettava. Peter Ebdon si unì alla standing ovation di un minuto per il nuovo campione, prestando i suoi omaggi per una finale davvero affascinante.

## Risultati
Sono qui mostrati i risultati per ogni turno, i numeri tra parentesi a lato di alcuni nomi sono la posizione come testa di serie (ogni campionato ha 16 teste di serie e 16 giocatori provenienti dalle qualificazioni).
|  | Sedicesimi di finale  | Sedicesimi di finale  |                     |    | Ottavi di finale      | Ottavi di finale      |  |  | Quarti di finale      | Quarti di finale      |  |  | Semifinali            | Semifinali            |
|  | Al meglio di 19 frame | Al meglio di 19 frame |                     |    | Al meglio di 25 frame | Al meglio di 25 frame |  |  | Al meglio di 25 frame | Al meglio di 25 frame |  |  | Al meglio di 33 frame | Al meglio di 33 frame |
|  |                       |                       |                     |    |                       |                       |  |  |                       |                       |  |  |                       |                       |
|  | 15 aprile             |                       |                     |    |                       |                       |  |  |                       |                       |  |  |                       |                       |
|  |                       |                       |                     |    |                       |                       |  |  |                       |                       |  |  |                       |                       |
|  | Shaun Murphy (1)      | 10                    |                     |    |                       |                       |  |  |                       |                       |  |  |                       |                       |
|  | Shaun Murphy (1)      | 10                    | 20, 21 e 22 aprile  |    |                       |                       |  |  |                       |                       |  |  |                       |                       |
|  | James Wattana         | 4                     |                     |    |                       |                       |  |  |                       |                       |  |  |                       |                       |
|  | James Wattana         | 4                     | Shaun Murphy (1)    | 13 |                       |                       |  |  |                       |                       |  |  |                       |                       |
|  | 15 e 16 aprile        |                       | Shaun Murphy (1)    | 13 |                       |                       |  |  |                       |                       |  |  |                       |                       |
|  |                       | Steve Davis (16)      | 7                   |    |                       |                       |  |  |                       |                       |  |  |                       |                       |
|  | Steve Davis (16)      | Steve Davis (16)      | 7                   | 10 |                       |                       |  |  |                       |                       |  |  |                       |                       |
|  | Steve Davis (16)      |                       | 25 e 26 aprile      | 10 |                       |                       |  |  |                       |                       |  |  |                       |                       |
|  | Andy Hicks            | 4                     |                     |    |                       |                       |  |  |                       |                       |  |  |                       |                       |
|  | Andy Hicks            | 4                     | Shaun Murphy (1)    | 7  |                       |                       |  |  |                       |                       |  |  |                       |                       |
|  | 19 e 20 aprile        |                       | Shaun Murphy (1)    | 7  |                       |                       |  |  |                       |                       |  |  |                       |                       |
|  |                       | Peter Ebdon (8)       | 13                  |    |                       |                       |  |  |                       |                       |  |  |                       |                       |
|  | Jimmy White (9)       | Peter Ebdon (8)       | 13                  | 5  |                       |                       |  |  |                       |                       |  |  |                       |                       |
|  | Jimmy White (9)       | 23 e 24 aprile        |                     | 5  |                       |                       |  |  |                       |                       |  |  |                       |                       |
|  | David Gray            | 10                    |                     |    |                       |                       |  |  |                       |                       |  |  |                       |                       |
|  | David Gray            | 10                    | David Gray          | 2  |                       |                       |  |  |                       |                       |  |  |                       |                       |
|  | 19 aprile             |                       | David Gray          | 2  |                       |                       |  |  |                       |                       |  |  |                       |                       |
|  |                       | Peter Ebdon (8)       | 13                  |    |                       |                       |  |  |                       |                       |  |  |                       |                       |
|  | Peter Ebdon (8)       | Peter Ebdon (8)       | 13                  | 10 |                       |                       |  |  |                       |                       |  |  |                       |                       |
|  | Peter Ebdon (8)       |                       | 27, 28 e 29 aprile  | 10 |                       |                       |  |  |                       |                       |  |  |                       |                       |
|  | Michael Holt          | 8                     |                     |    |                       |                       |  |  |                       |                       |  |  |                       |                       |
|  | Michael Holt          | 8                     | Peter Ebdon (8)     | 17 |                       |                       |  |  |                       |                       |  |  |                       |                       |
|  | 17 e 18 aprile        |                       | Peter Ebdon (8)     | 17 |                       |                       |  |  |                       |                       |  |  |                       |                       |
|  |                       | Marco Fu              | 16                  |    |                       |                       |  |  |                       |                       |  |  |                       |                       |
|  | Matthew Stevens (5)   | Marco Fu              | 16                  | 10 |                       |                       |  |  |                       |                       |  |  |                       |                       |
|  | Matthew Stevens (5)   | 22, 23 e 24 aprile    |                     | 10 |                       |                       |  |  |                       |                       |  |  |                       |                       |
|  | Joe Swail             | 5                     |                     |    |                       |                       |  |  |                       |                       |  |  |                       |                       |
|  | Joe Swail             | 5                     | Matthew Stevens (5) | 8  |                       |                       |  |  |                       |                       |  |  |                       |                       |
|  | 16 e 17 aprile        |                       | Matthew Stevens (5) | 8  |                       |                       |  |  |                       |                       |  |  |                       |                       |
|  |                       | Ken Doherty (12)      | 13                  |    |                       |                       |  |  |                       |                       |  |  |                       |                       |
|  | Ken Doherty (12)      | Ken Doherty (12)      | 13                  | 10 |                       |                       |  |  |                       |                       |  |  |                       |                       |
|  | Ken Doherty (12)      |                       | 25 e 26 aprile      | 10 |                       |                       |  |  |                       |                       |  |  |                       |                       |
|  | Barry Hawkins         | 1                     |                     |    |                       |                       |  |  |                       |                       |  |  |                       |                       |
|  | Barry Hawkins         | 1                     | Ken Doherty (12)    | 10 |                       |                       |  |  |                       |                       |  |  |                       |                       |
|  | 18 aprile             |                       | Ken Doherty (12)    | 10 |                       |                       |  |  |                       |                       |  |  |                       |                       |
|  |                       | Marco Fu              | 13                  |    |                       |                       |  |  |                       |                       |  |  |                       |                       |
|  | Alan McManus (13)     | Marco Fu              | 13                  | 3  |                       |                       |  |  |                       |                       |  |  |                       |                       |
|  | Alan McManus (13)     | 21 e 22 aprile        |                     | 3  |                       |                       |  |  |                       |                       |  |  |                       |                       |
|  | Marco Fu              | 10                    |                     |    |                       |                       |  |  |                       |                       |  |  |                       |                       |
|  | Marco Fu              | 10                    | Marco Fu            | 13 |                       |                       |  |  |                       |                       |  |  |                       |                       |
|  | 16 e 17 aprile        |                       | Marco Fu            | 13 |                       |                       |  |  |                       |                       |  |  |                       |                       |
|  |                       | Stephen Maguire (4)   | 4                   |    |                       |                       |  |  |                       |                       |  |  |                       |                       |
|  | Stephen Maguire (4)   | Stephen Maguire (4)   | 4                   | 10 |                       |                       |  |  |                       |                       |  |  |                       |                       |
|  | Stephen Maguire (4)   |                       |                     | 10 |                       |                       |  |  |                       |                       |  |  |                       |                       |
|  | Mark King             | 6                     |                     |    |                       |                       |  |  |                       |                       |  |  |                       |                       |
|  | Mark King             | 6                     |                     |    |                       |                       |  |  |                       |                       |  |  |                       |                       |
|  | 18 e 19 aprile        |                       |                     |    |                       |                       |  |  |                       |                       |  |  |                       |                       |
|  |                       |                       |                     |    |                       |                       |  |  |                       |                       |  |  |                       |                       |
|  | Stephen Hendry (3)    | 9                     |                     |    |                       |                       |  |  |                       |                       |  |  |                       |                       |
|  | Stephen Hendry (3)    | 9                     | 22, 23 e 24 aprile  |    |                       |                       |  |  |                       |                       |  |  |                       |                       |
|  | Nigel Bond            | 10                    |                     |    |                       |                       |  |  |                       |                       |  |  |                       |                       |
|  | Nigel Bond            | 10                    | Nigel Bond          | 9  |                       |                       |  |  |                       |                       |  |  |                       |                       |
|  | 15 e 16 aprile        |                       | Nigel Bond          | 9  |                       |                       |  |  |                       |                       |  |  |                       |                       |
|  |                       | Graeme Dott (14)      | 13                  |    |                       |                       |  |  |                       |                       |  |  |                       |                       |
|  | Graeme Dott (14)      | Graeme Dott (14)      | 13                  | 10 |                       |                       |  |  |                       |                       |  |  |                       |                       |
|  | Graeme Dott (14)      |                       | 25 e 26 aprile      | 10 |                       |                       |  |  |                       |                       |  |  |                       |                       |
|  | John Parrott          | 3                     |                     |    |                       |                       |  |  |                       |                       |  |  |                       |                       |
|  | John Parrott          | 3                     | Graeme Dott (14)    | 13 |                       |                       |  |  |                       |                       |  |  |                       |                       |
|  | 15 e 16 aprile        |                       | Graeme Dott (14)    | 13 |                       |                       |  |  |                       |                       |  |  |                       |                       |
|  |                       | Neil Robertson        | 12                  |    |                       |                       |  |  |                       |                       |  |  |                       |                       |
|  | Stephen Lee (11)      | Neil Robertson        | 12                  | 10 |                       |                       |  |  |                       |                       |  |  |                       |                       |
|  | Stephen Lee (11)      | 20 e 21 aprile        |                     | 10 |                       |                       |  |  |                       |                       |  |  |                       |                       |
|  | Ali Carter            | 8                     |                     |    |                       |                       |  |  |                       |                       |  |  |                       |                       |
|  | Ali Carter            | 8                     | Stephen Lee (11)    | 9  |                       |                       |  |  |                       |                       |  |  |                       |                       |
|  | 17 aprile             |                       | Stephen Lee (11)    | 9  |                       |                       |  |  |                       |                       |  |  |                       |                       |
|  |                       | Neil Robertson        | 13                  |    |                       |                       |  |  |                       |                       |  |  |                       |                       |
|  | Paul Hunter (6)       | Neil Robertson        | 13                  | 5  |                       |                       |  |  |                       |                       |  |  |                       |                       |
|  | Paul Hunter (6)       |                       | 27, 28 e 29 aprile  | 5  |                       |                       |  |  |                       |                       |  |  |                       |                       |
|  | Neil Robertson        | 10                    |                     |    |                       |                       |  |  |                       |                       |  |  |                       |                       |
|  | Neil Robertson        | 10                    | Graeme Dott (14)    | 17 |                       |                       |  |  |                       |                       |  |  |                       |                       |
|  | 15 e 16 aprile        |                       | Graeme Dott (14)    | 17 |                       |                       |  |  |                       |                       |  |  |                       |                       |
|  |                       | Ronnie O'Sullivan (2) | 11                  |    |                       |                       |  |  |                       |                       |  |  |                       |                       |
|  | John Higgins (7)      | Ronnie O'Sullivan (2) | 11                  | 4  |                       |                       |  |  |                       |                       |  |  |                       |                       |
|  | John Higgins (7)      | 21 e 22 aprile        |                     | 4  |                       |                       |  |  |                       |                       |  |  |                       |                       |
|  | Mark Selby            | 10                    |                     |    |                       |                       |  |  |                       |                       |  |  |                       |                       |
|  | Mark Selby            | 10                    | Mark Selby          | 8  |                       |                       |  |  |                       |                       |  |  |                       |                       |
|  | 17 e 18 aprile        |                       | Mark Selby          | 8  |                       |                       |  |  |                       |                       |  |  |                       |                       |
|  |                       | Mark Williams (10)    | 13                  |    |                       |                       |  |  |                       |                       |  |  |                       |                       |
|  | Mark Williams (10)    | Mark Williams (10)    | 13                  | 10 |                       |                       |  |  |                       |                       |  |  |                       |                       |
|  | Mark Williams (10)    |                       | 25 e 26 aprile      | 10 |                       |                       |  |  |                       |                       |  |  |                       |                       |
|  | Anthony Hamilton      | 1                     |                     |    |                       |                       |  |  |                       |                       |  |  |                       |                       |
|  | Anthony Hamilton      | 1                     | Mark Williams (10)  | 11 |                       |                       |  |  |                       |                       |  |  |                       |                       |
|  | 19 e 20 aprile        |                       | Mark Williams (10)  | 11 |                       |                       |  |  |                       |                       |  |  |                       |                       |
|  |                       | Ronnie O'Sullivan (2) | 13                  |    |                       |                       |  |  |                       |                       |  |  |                       |                       |
|  | Joe Perry (15)        | Ronnie O'Sullivan (2) | 13                  | 3  |                       |                       |  |  |                       |                       |  |  |                       |                       |
|  | Joe Perry (15)        | 23 e 24 aprile        |                     | 3  |                       |                       |  |  |                       |                       |  |  |                       |                       |
|  | Ryan Day              | 10                    |                     |    |                       |                       |  |  |                       |                       |  |  |                       |                       |
|  | Ryan Day              | 10                    | Ryan Day            | 10 |                       |                       |  |  |                       |                       |  |  |                       |                       |
|  | 18 e 19 aprile        |                       | Ryan Day            | 10 |                       |                       |  |  |                       |                       |  |  |                       |                       |
|  |                       | Ronnie O'Sullivan (2) | 13                  |    |                       |                       |  |  |                       |                       |  |  |                       |                       |
|  | Ronnie O'Sullivan (2) | Ronnie O'Sullivan (2) | 13                  | 10 |                       |                       |  |  |                       |                       |  |  |                       |                       |
|  | Ronnie O'Sullivan (2) |                       |                     | 10 |                       |                       |  |  |                       |                       |  |  |                       |                       |
|  | Dave Harold           | 4                     |                     |    |                       |                       |  |  |                       |                       |  |  |                       |                       |
|  | Dave Harold           | 4                     |                     |    |                       |                       |  |  |                       |                       |  |  |                       |                       |

| Finale (Al meglio di 35 frame) Crucible Theatre, Sheffield, 30 aprile e 1º maggio, 2006. Arbitro: Jan Verhaas | | |
| Peter Ebdon (8) | 14-18 | Graeme Dott (14) |
| 79-12, 53-62, 1-91, 48-70, 9-71, 67-32, 6-78, 20-53, 20-53, 16-63, 66-25, 124-6, 47-72, 65-51, 5-61, 16-92, 0-75, 100-0, 67-44, 41-75, 31-90, 49-70, 117-22, 66-51, 67-29, 70-38, 66-59, 84-0, 16-78, 99-17, 61-69, 31-70 | 1 Century break (1 - Peter Ebdon). Break più alto 117, di Peter Ebdon. Break più alto di Graeme Dott - 68 | 79-12, 53-62, 1-91, 48-70, 9-71, 67-32, 6-78, 20-53, 20-53, 16-63, 66-25, 124-6, 47-72, 65-51, 5-61, 16-92, 0-75, 100-0, 67-44, 41-75, 31-90, 49-70, 117-22, 66-51, 67-29, 70-38, 66-59, 84-0, 16-78, 99-17, 61-69, 31-70 |
| Graeme Dott vince il Campionato mondiale di snooker 888.com del 2006 | | |

## Qualificazioni
Le qualificazioni per il Campionato mondiale di snooker 2006 si disputarono il 6-13 gennaio ed il 14-15 marzo 2006 al Pontin's Prestatyn. Ci furono 4 turni, per un totale di 80 concorrenti. 32 giocatori disputarono il primo turno, con i vincitori che affrontarono altri 16 giocatori nel turno successivo. Questo per altri due turni, con i 16 vincitori promossi alla fase finale del mondiale.
- I giocatori in neretto si qualificano per la fase finale.

### Risultati
| Primo turno (19 Frame)               | Secondo turno (19 Frame)             | Terzo turno (19 Frame)              | Turno finale (19 Frame)              |
| Shailesh Jogia 10 - 3 Hugh Abernethy | Jamie Cope 10 - 7 Shailesh Jogia     | Michael Judge 10 - 4 Jamie Cope     | Allister Carter 10 - 3 Michael Judge |
| Ding Junhui 10 - 1 Stuart Mann       | Brian Morgan 7 - 10 Ding Junhui      | Drew Henry 9 - 10 Ding Junhui       | Barry Hawkins 10 - 6 Ding Junhui     |
| Nick Dyson 10 - 8 James McBain       | Matthew Couch 10 - 8 Nick Dyson      | Fergal O'Brien 10 - 4 Matthew Couch | Marco Fu 10 - 7 Fergal O'Brien       |
| David McDonnell 0 - 0 Moh Keen Hoo   | Tom Ford 10 - 3 David McDonnell      | Dave Harold 10 - 8 Tom Ford         | Ian McCulloch 9 - 10 Dave Harold     |
| David Roe 10 - 9 Gary Wilkinson      | Lee Spick 10 - 6 David Roe           | Ricky Walden 8 - 10 Lee Spick       | John Parrott 10 - 9 Lee Spick        |
| Simon Bedford 6 - 10 Alex Borg       | Jimmy Michie 8 - 10 Alex Borg        | Mark Selby 10 - 4 Alex Borg         | Robert Milkins 4 - 10 Mark Selby     |
| Leo Fernandez 8 - 10 Judd Trump      | Mike Dunn 10 - 7 Judd Trump          | Rory McLeod 8 - 10 Mike Dunn        | Nigel Bond 10 - 0 Mike Dunn          |
| Scott MacKenzie 10 - 3 Habib Subah   | M. Campbell 10 - 3 S. MacKenzie      | Stuart Bingham 10 - 7 M. Campbell   | Ryan Day 10 - 7 Stuart Bingham       |
| Alfred Burden 10 - 9 Bjorn Haneveer  | Rod Lawler 10 - 7 Alfred Burden      | Dominic Dale 6 - 10 Rod Lawler      | Anthony Hamilton 10 - 8 Rod Lawler   |
| Darren Morgan 8-10 David Gilbert     | Jamie Burnett 8 - 10 David Gilbert   | Tony Drago 7 - 10 David Gilbert     | James Wattana 10 - 7 David Gilbert   |
| Sean Storey 4- 10 Gerrit Bij De Leij | Robin Hull 10 - 6 Gerrit Bij De Leij | Mark Davis 10 - 7 Robin Hull        | David Gray 10 - 9 Mark Davis         |
| Adam Davies 7-10 Mark Allen          | Justin Astley 3 - 10 Mark Allen      | Patrick Wallace 6 - 10 Mark Allen   | Andy Hicks 10 - 7 Mark Allen         |
| Paul Davies 10 - 9 Jin Long          | Shokat Ali 10 - 6 Paul Davies        | Joe Swail 10 - 5 Shokat Ali         | Barry Pinches 8 - 10 Joe Swail       |
| Andrew Norman 9 - 10 Gary Wilson     | James Tatton 10 - 8 Gary Wilson      | Gerard Greene 10 - 4 James Tatton   | Neil Robertson 10 - 6 G. Greene      |
| Paul Wykes 10 - 8 Stefan Mazrocis    | Lee Walker 2 - 10 Paul Wykes         | Adrian Gunnell 10 - 3 Paul Wykes    | Mark King 10 - 5 Adrian Gunnell      |
| Joe Delaney 10 - 5 Liang Wenbó       | C. Norbury 6 - 10 Joe Delaney        | Stuart Pettman 10 - 8 Joe Delaney   | Michael Holt 10 - 2 Stuart Pettman   |